# 施皮斯
施皮斯是奥地利蒂罗尔州兰德克县的一个市镇。总面积24.5平方公里，总人口149人，人口密度6.1人/平方公里（2005年）。